# James K. Parsons

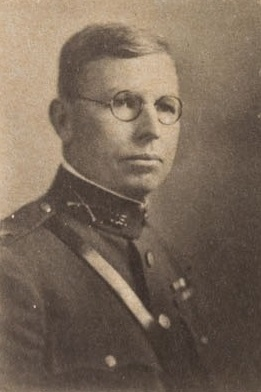
James K. Parsons (1. Januar 1925)

James Kelly Parsons (* 11. Februar 1877 in Rockford, Alabama; † 8. November 1960 in Venedig) war ein US-amerikanischer Offizier der US Army, der als Generalmajor unter anderem zwischen 1936 und 1938 Kommandeur der 2. Infanteriedivision (2nd Infantry Division) sowie 1938 kommissarischer Kommandierender General der Ersten US-Armee (First US Army) war.

## Leben

### Offiziersausbildung und Erster Weltkrieg
James Kelly Parsons war das jüngere von zwei Kindern von Lewis E. Parsons und dessen Ehefrau Kate Kelly Parsons. Seine ältere Schwester Margaret Parsons Saffold war mit William Berney Saffold verheiratet, der als Professor für Griechische, Römische und Geschichte der Vereinigten Staaten an der University of Alabama lehrte sowie zeitweise kommissarischer Präsident der Universität war. Sein Großvater väterlicherseits war Lewis Parsons, der 1865 Gouverneur von Alabama war. Er selbst trat zu Beginn des Spanisch-Amerikanischen Krieges (23. April bis 12. August 1898) in das 3. Freiwilligen-Infanterieregiment von Alabama (3rd Alabama Volunteer Infantry) ein und wurde am 1. Juli 1898 zum Oberleutnant (First Lieutenant) befördert. Er nahm zudem am Philippinisch-Amerikanischen Krieg (4. Februar 1899 bis 4. Juli 1902) teil. Am 20. März 1899 wurde er aus dem freiwilligen Militärdienst entlassen und am 10. April 1899 als Leutnant (Second Lieutenant) in die US Army übernommen. Er diente zunächst im 20. Infanterieregiment (20th Infantry Regiment) und danach ab dem 2. Februar 1901 als Oberleutnant (First Lieutenant) im 28. Infanterieregiment (28th Infantry Regiment), ehe er am 12. September 1901 wieder zum 20. Infanterieregiment versetzt wurde.
Parsons absolvierte 1904 die Infanterie- und Kavallerieschule (Infantry and Cavalry School) und wurde am 27. Januar 1908 zum Hauptmann (Captain) befördert. Er war vom 11. März 1911 bis zum 2. Dezember 1912 Quartiermeister und wurde nach dem Kriegseintritt der USA in den Ersten Weltkrieg am 6. April 1917 am 15. Mai 1917 zum Major befördert. Am 6. August 1917 wurde er kommissarisch zum Oberst der Infanterie der National Army ernannt und am 30. Juli 1918 kommissarisch zum Oberst der US-Infanterie. Er nahm als Angehöriger des 39. Infanterieregiments der 4. Infanteriedivision (4th Infantry Division) der Amerikanischen Expeditionsstreitkräfte AEF (American Expeditionary Forces) an Kampfhandlungen an der Westfront teil. Am 27. September 1918 erklärte er sich freiwillig bereit, das Kommando über ein Bataillon zu übernehmen, dessen Kommandant verwundet worden war. Er wurde dabei von feindlichem Granatfeuer verletzt, aber es gelang ihm, seine Männer zu sammeln und zu organisieren, um dem schweren Feuer des Feindes zu widerstehen. Am folgenden Tag übernahm er das Kommando über das 39. Infanterieregiment und befehligte es bei erfolgreichen Angriffen bis zum 11. Oktober 1918. Er weigerte sich, evakuiert zu werden, nachdem er bei einem Gasangriff so stark verletzt worden war, dass er zeitweise nicht mehr sehen konnte. Er wurde mit dem Verwundetenabzeichen Purple Heart ausgezeichnet. Für diesen Einsatz wurde er 1919 mit dem Distinguished Service Cross ausgezeichnet. Zuletzt organisierte und befehligte er mit großer Energie und Geschick das Einschiffungslager in Saint-Nazaire. Er kümmerte sich mit Erfolg um die Aufnahme, Betreuung und Abreise der großen Anzahl von Offizieren und Soldaten, die dieses Lager auf dem Weg in die Vereinigten Staaten durchquerten. Er demonstrierte administrative Fähigkeiten von hohem Rang und leistete Dienste von großem Wert für die amerikanischen Expeditionary Forces. Für die dortigen Verdienste wurde er 1921 mit der Army Distinguished Service Medal geehrt.

### Zwischenkriegszeit und Aufstieg zum Generalmajor

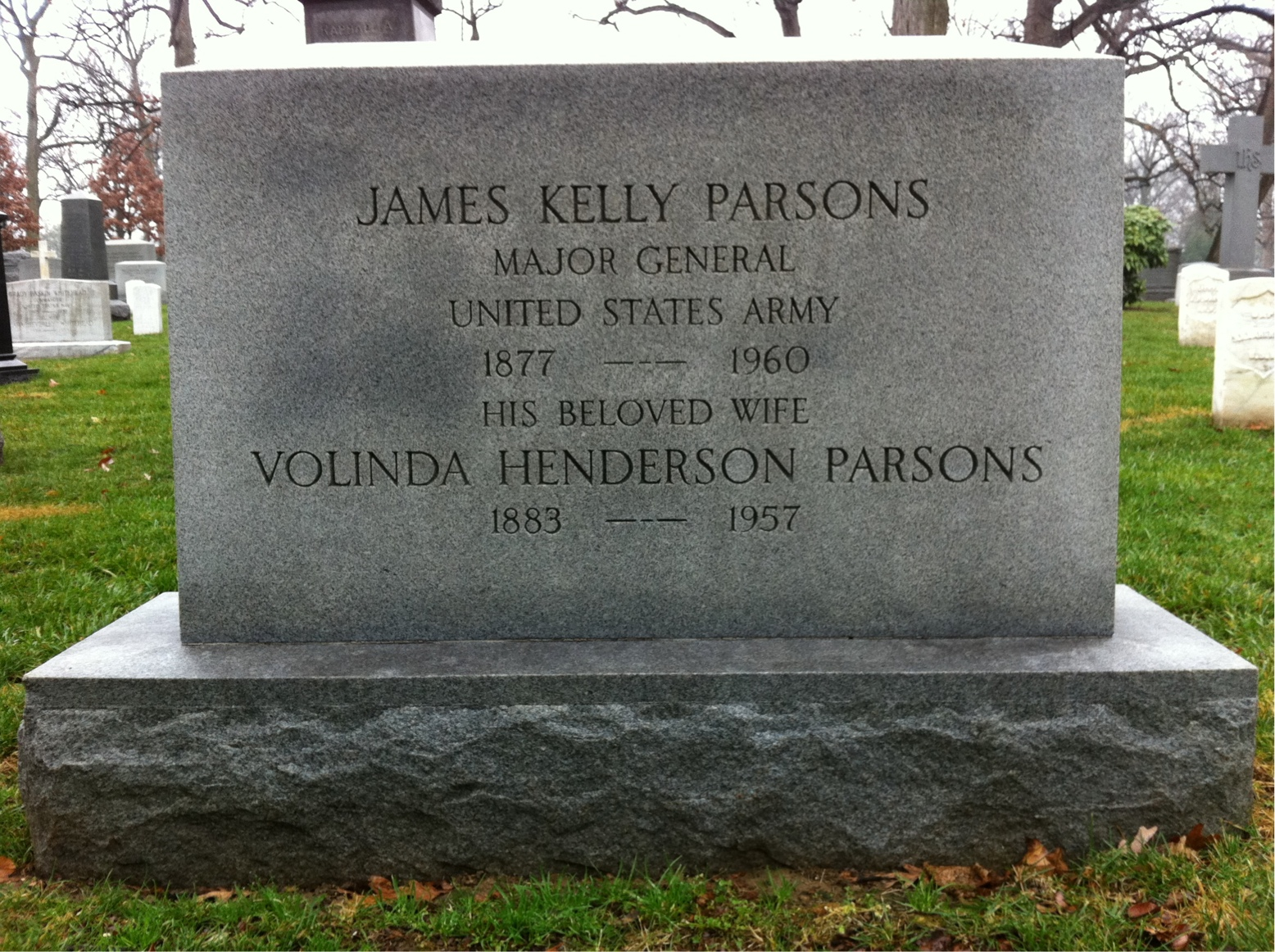
Grabstein auf dem Nationalfriedhof Arlington

Nach Kriegsende wurde James K. Parsons am 1. Juli 1920 zum Oberstleutnant (Lieutenant Colonel) befördert und besuchte 1923 die General Staff School in Fort Leavenworth. Daraufhin wurde er am 27. November 1923 zum Oberst (Colonel) befördert und 1924 Absolvent des US Army War College (USAWC) in Carlisle. Nachdem er 1925 das Naval War College (NWC) in Newport absolviert hatte, wurde er Nachfolger von Oberst George S. Simonds als Kommandant der Panzerschule in Fort George G. Meade. Danach wurde er vom 20. März 1926 bis zum 13. Mai 1929 zum General Staff College (GSC) abgeordnet und war zwischen 1929 und 1930 abermals Kommandant der Panzerschule in Fort George G. Meade. Am 1. Dezember 1930 erfolgte seine Beförderung zum Brigadegeneral (Brigadier General). Er war danach von 1930 bis 1931 Kommandant des 9. Küstenartilleriebezirks (9th Coast Artillery District) in San Francisco sowie anschließend zwischen 1931 und 1933 Kommandeur der im Fort William McKinley in Manila stationierten 23. Infanteriebrigade (23rd Infantry Brigade), ehe er von 1933 bis 1936 Kommandeur der 5. Infanteriebrigade (5thInfantry Brigade) in den Vancouver Barracks in Vancouver war.
Als Generalmajor (Major General) wurde Parsons im Oktober 1936 Nachfolger von Generalmajor Herbert J. Brees Kommandeur der 2. Infanteriedivision (2nd Infantry Division) und verblieb auf diesem Posten bis Mai 1938, woraufhin Generalmajor Frank W. Rowell seine Nachfolge antrat. Zugleich war er 1938 kommissarischer Kommandierender General der Ersten US-Armee (First US Army). Zuletzt war er zwischen 1938 und 1940 Kommandeur des III. Korpsgebiets (III Corps Area), das die US-Bundesstaaten Pennsylvania, Maryland und Virginia sowie Washington, D.C. umfasste.
James Kelly Parsons war mit Volinda Henderson Parsons (1880–1957) verheiratet und wurde nach seinem Tode auf dem Nationalfriedhof Arlington beigesetzt.

## Auszeichnungen
Auswahl der Dekorationen, sortiert in Anlehnung an die Order of Precedence of Military Awards:
- Distinguished Service Cross
- Army Distinguished Service Medal